# Kjetil-Vidar Haraldstad
Kjetil-Vidar Haraldstad (n. 28 iunie 1973), mai bine cunoscut sub numele de scenă Frost, este bateristul formației norvegiene de black metal Satyricon. Pseudonimul Frost reprezintă un alter ego caracteristic ideologiei black metal.

## Biografie
Frost și-a început cariera muzicală în 1993, la vârsta de 20 ani. În acest an Frost s-a alăturat formației Satyricon, inițial ca membru temporar apoi ca membru permanent.
În 1994 Frost s-a alăturat formației Gorgoroth; un an mai târziu, în 1995, Frost a părăsit formația, dar a continuat colaborarea ca membru temporar. În 1995 el împreună cu Ihsahn, Samoth și Aldrahn au înființat formația Zyklon-B (black metal), formație care între timp s-a desființat. În 2000 Frost s-a alăturat formației 1349, inițial ca membru temporar apoi ca membru permanent. În 2003 Frost s-a alăturat formației Keep of Kalessin; un an mai târziu, în 2004, Frost a părăsit formația. În 2009 Frost a colaborat cu formația Ov Hell pe albumul de debut The Underworld Regime (lansat în 2010), iar în 2012 s-a alăturat formației ca membru permanent.
În 2004 Satyricon a susținut două turnee în Statele Unite. La ambele turnee a participat doar Satyr deoarece lui Frost nu i-a fost acordată viza de către autoritățile americane. Motivul invocat a fost faptul că Frost făcuse câteva luni de închisoare pentru o altercație dintr-un bar în care fusese implicat în anii '90. Din unele surse reiese că a făcut 5 luni, din alte surse reiese că a făcut doar 3 luni.
Într-un interviu din 2008 Frost a afirmat că e satanist:
"Personal mă consider satanist, dar sunt conștient că există numeroase definiții, concepții și interpretări ale acestui termen, așa că probabil nu furnizez prea multe informații afirmând asta. Mai mult, black metal-ul nu ar trebui să fie redus la un instrument de promovare al unei anumite ideologii. Black metal-ul e despre întuneric și extremism, nu despre satanism (cu toate că pentru ignoranți e același lucru)."
Frost a fost căsătorit cu Ann Christin Rihm, realizatoarea versiunii norvegiene a emisiunii Headbanger's Ball a canalului MTV.
E interesant de menționat faptul că Frost apare pe coperta filmului documentar Until The Light Takes Us, film a cărui figură centrală e Fenriz.

## Discografie
cu Satyricon
Informații suplimentare: Satyricon (formație)#Discografie
cu Zyklon-B
- Blood Must Be Shed (EP) (1995)

cu 1349
- Liberation (Album de studio) (2003)
- Beyond the Apocalypse (Album de studio) (2004)
- Hellfire (Album de studio) (2005)
- Maggot Fetus... Teeth Like Thorns (EP) (2009)
- Revelations of the Black Flame (Album de studio) (2009)
- Demonoir (Album de studio) (2010)
- Hellvetia Fire (DVD) (2011)

cu Ov Hell
- The Underworld Regime (Album de studio) (2010)

cu Gorgoroth
- Antichrist (Album de studio) (1996)
- Ad Majorem Sathanas Gloriam (Album de studio) (2006)

cu Keep of Kalessin
- Reclaim (EP) (2003)